# Prangos meliocarpoides
Prangos meliocarpoides là một loài thực vật có hoa trong họ Hoa tán. Loài này được Boiss. miêu tả khoa học đầu tiên.